# Fotoelastyczność

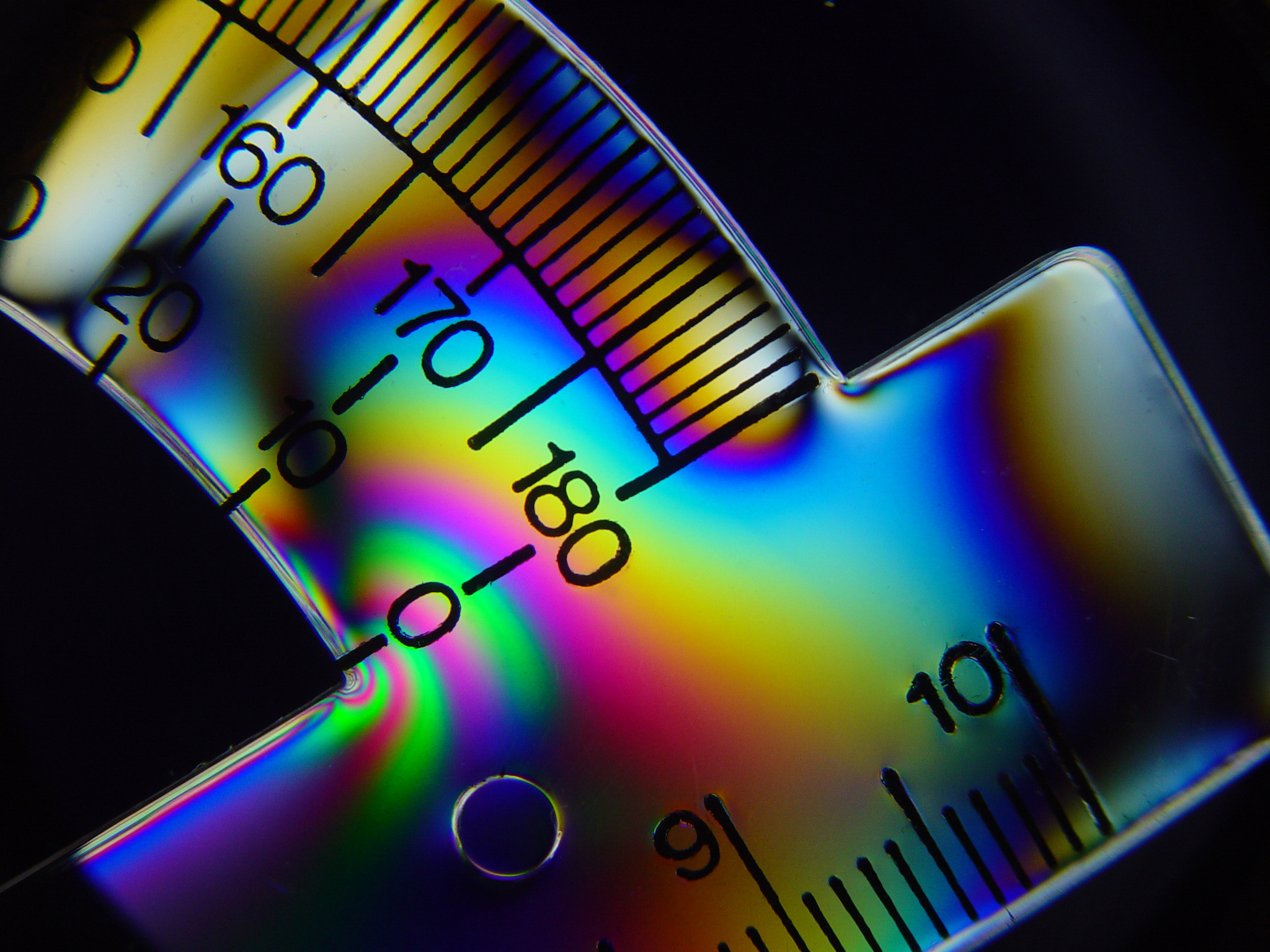
Linie naprężeń w plastikowym kątomierzu, widziane w świetle spolaryzowanym.

Fotoelastyczność – występowanie lub zmiana dwójłomności pod wpływem naprężenia. Zjawisko to jest powszechnie stosowane do określania i wizualizacji rozkładu naprężeń w badanym materiale, zwłaszcza przy skomplikowanych lub nieregularnych kształtach, jak również w modulatorach akustyczno-optycznych.